# Polodrahokam

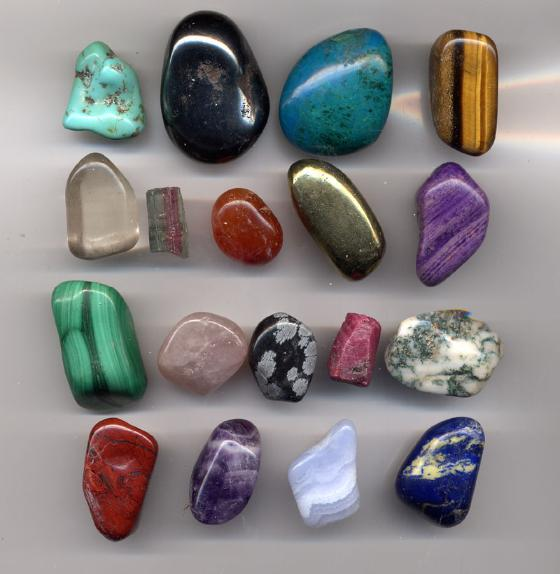
Některé tzv. polodrahokamy:
Tyrkys • Hematit • Chryzokol • Tygří oko
Křemen • Turmalín • Karneol • Pyrit • Sugilit
Malachit • Růženín • Obsidián • Rubín • Mechový achát
Jaspis • Ametyst • Krajkový achát • Lazurit

Jako polodrahokamy byly do roku 1935 označovány minerály, nesplňující jednu nebo více z podmínek, určujících jejich zařazení mezi drahé kameny. Takovýchto minerálů existuje celá řada a jejich cena proto závisí hlavně na barvě a módě.

## Hlavní druhy
- křemen – SiO2 – různé barvy (celosvětový výskyt)
- granát – červený a zelený (USA, Rusko, JAR, Česko)
- tyrkys– modrý (USA, Írán, Egypt, Rusko)
- topaz – žlutý (Srí Lanka, Brazílie)
- nefrit – zelený a bílý (Barma)
- turmalín – růžový, zelený a černý (Rusko, USA, Madagaskar)
- zirkon – červený, oranžový (Srí Lanka, Thajsko)

## Polodrahokamy versus drahokamy
Do roku 1935 se za drahokamy považovaly průhledné a k broušení vhodné minerály s tvrdostí nad 8, zatímco ostatní, i když průhledné, ale nedosahující 8. stupně Mohsovy stupnice tvrdosti byly označovány jako tzv. polodrahokamy – podle toho by mezi polodrahokamy patřil i jeden z nejcennějších drahých kamenů, smaragd (Baumgärtel, Quellmalz, Schneider, 1988). Název „polodrahokamy“ byl tedy zrušen již v roce 1935, a to vydáním nového závazného názvosloví kamenů mezinárodní organizací BIBOA – Bureau International des Associations de Fabricants, Grossistes et Détaillants de Joaillerie, Bijouterie, Orfévrerie et Argenterie, se sídlem v Haagu (CIBJO: Pierres précieuses et fines/Perles Définitions). Jako šperkové (drahé) kameny byly do budoucna označeny všechny další i průsvitné a neprůhledné minerály používané na výrobu šperků. Jak lze ale dosud často vidět, s označením kamenů jsou stále problémy.[zdroj?]